# Коце Георгиев
Коце Георгиев е български футболист и треньор по футбол, ръководил отбора на Левски (София) в периода 1960 – 1961 г.

## Клубна кариера
Юноша е на Спортист (София). През 1941 г. преминава в Левски и още в първия си сезон печели шампионската титла на страната. Заради своята борбеност и енергия е наричан „пчеличката на тима“. След Втората световна война печели първото издание на Купа на Съветската армия, както и още една шампионска титла. През сезон 1946/47 "сините" отново триумфират в турнира за Купата.
През сезон 1947 – 1948 е футболист на Спартак (София). След това се завръща в Левски и постига още два „златни дубъла“ през 1949 и 1950 г. Единствения си гол за „сините“ вкарва в първия мач от финала за Купата на Съветската армия срещу ЦСКА. Прекратява кариерата си през 1952 г.

## Треньорска кариера
През 1953 г. става треньор на юношите на Левски. През 1954, 1957 и 1958 г. младите надежди на „сините“ печелят шампионската титла. Под ръководството на Георгиев се развиват футболисти като Христо Илиев – Патрата, Александър Шаламанов, Петър Александров, Петър Величков, Георги Соколов, Никола Цанев, Спас Пашов, Георги Аспарухов и други.
През 1959 г. е помощник-треньор на националния отбор за юноши до 19 години, който става европейски шампион.
През 1960 г. става треньор на първия отбор на „сините“, като заменя на поста Георги Пачеджиев. Води тима малко повече от година, но тежко заболяване отнема живота му на 16 юни 1961 г.

## Успехи
- Шампион на България	1941/1942; 1945/1946; 1948/1949; 1950;
- Носител на купата на България	1941/1942; 1945/1946; 1946/1947; 1948/1949; 1950;